# 上海金色年華男排
上海光明男子排球俱乐部（英語：Shanghai Bright Men's Volleyball Club），是位于上海的中国男子排球俱乐部。上海男排在中国男子排球超級联赛和AVC亞洲排球俱樂部錦標賽中表现抢眼。
上海金色年華男子排球俱乐部自1997年成立以来一直是中国联赛的主力军，迄今为止已经在23屆中國男排联赛中赢得了18个冠军。球队在2017年首次参加国际排联世界男排俱乐部锦标赛，亦是首間中國男子排球俱乐部參加此類型比賽。

## 歷史
1999-2000赛季，上海男排首次问鼎全国男排联赛冠军。
在2003-04赛季的总决赛中，上海队凭借沈琼、汤淼以及老将徐文斐的出色发挥以3-1力挫浙江男排，时隔四年后夺魁，让上海队男排開启了“九连冠”的序幕，直至2011-12賽季。
2012-13赛季，上海男排遭遇前所未有困难，常规赛一度落后，最后得以晋级冠军组淘汰赛，半决赛中负于八一，这也是03年来上海男排第一次未能晋级联赛决赛。
2013-14赛季，上海男排第一次引进外援，包括意大利国家队队长萨瓦尼，塞尔维亚雅尼奇和美国国家队大卫李，在常规赛保持全胜，但是在决赛中全队心态失衡，最后一场关键比赛负于北京，錯失冠军。
2014-15赛季，上海男排由前队长沈琼出任主教练，他成为排球联赛历史上最年轻的主教练。球队还引入了塞尔维亚国手主攻尼古拉，启用了隊內希望之星副攻张哲嘉。在整个联赛过程中，接应戴卿尧和张哲嘉均发挥出色，上海男排先夺取常规赛冠军，随后在半决赛完胜老对手北京队，最后在决赛中3:1大比分击败了山东男排，夺取联赛的第十一个冠军，重新称霸。
2015-16賽季，在半决赛中，上海队苦战3：1击败山东队。经过一段休整期后，在决赛中，上海队全面爆发，尤其是伤员回归和撒比融入球队为全队带来绝大提升，上海队以3：0（3:1,3:1,3:0）的大比分横扫北京隊，夺取第十二个联赛冠军。
2017-18賽季，作為中國排球聯賽改稱為中國排球超級聯賽的元年，上海男排進入總決賽階段，對陣北京男排。排超聯賽下，總決賽進行了改制，以七場四勝制決定冠亞軍。上海男排以總比分4:2，奪得聯賽第十四冠，亦名義上成為排超首支冠軍球隊。

## 球队名称及曾用名
- 上海光明男子排球俱乐部 (2023-)
- 上海光明食品男子排球俱乐部 (2020-2022)
- 上海金色年華男子排球俱乐部 (2014-2020)
- 上海唐朝男子排球俱乐部(2010-2014)
- 上海邓禄普男子排球俱乐部 (2008-2010)
- 上海东方邓禄普男子排球俱乐部 (2007-2008)
- 上海东方男子排球俱乐部(2002-2007)
- 上海有线男子排球俱乐部(1998-2002)

## 教练及球员

### 2018/19賽季球員名單
- 教练：沈琼

| 號碼 | 球員          | 位置   | 身高 (m) | 出生日期   |
| 1    | 戴卿尧        | 接應   | 2.05     | 26/09/1991 |
| 2    | 饒書涵        | 副攻   | 2.08     | 23/12/1996 |
| 3    | 黄彬          | 二傳   | 1.86     | 18/01/1989 |
| 4    | 韩添伊        | 主攻   | 1.94     | 27/10/1995 |
| 5    | 张奕宸        | 副攻   | 1.93     | 09/11/1992 |
| 6    | 朱盛杰        | 主攻   | 1.98     | 16/08/1996 |
| 7    | 张苏磊        | 二傳   | 1.90     | 10/03/1992 |
| 8    | 童嘉骅        | 自由人 | 1.80     | 13/12/1992 |
| 9    | 詹國俊 (c)    | 二傳   | 1.98     | 16/12/1988 |
| 11   | 吉里奧·薩比   | 接應   | 2.01     | 10/08/1989 |
| 12   | 張哲嘉        | 副攻   | 2.11     | 31/08/1995 |
| 13   | 陳龍海        | 副攻   | 2.01     | 29/03/1991 |
| 14   | 蒋鸿镔        | 主攻   | 1.98     | 16/04/1997 |
| 15   | 丁 慧         | 自由人 | 1.74     | 24/02/1984 |
| 16   | 任琦          | 自由人 | 1.74     | 24/02/1984 |
| 17   | 陶子轩        | 副攻   | 2.00     | 05/04/1999 |
| 18   | 克莱门·塞布里 | 主攻   | 2.02     | 12/02/1992 |
| 19   | 李楠          | 副攻   | 2.00     | 10/04/1998 |
| 20   | 孙泽源        | 接應   | 1.94     | 06/07/1998 |

## 主要荣誉
- 2024-2025 中国男子排球超級联赛冠军[1]
- 2023-2024 中国男子排球超級联赛冠军
- 2022-2023 中国男子排球超級联赛亞军
- 2020-2021 中国男子排球超級联赛亞军
- 2019-2020 中国男子排球超級联赛冠军
- 2018-2019 中国男子排球超級联赛冠军
- 2017-2018 中国男子排球超級联赛冠军
- 2016-2017 中国男子排球联赛冠军
- 2015-2016 中国男子排球联赛冠军
- 2014-2015 中国男子排球联赛冠军
- 2011-2012 中国男子排球联赛冠军
- 2010-2011 中国男子排球联赛冠军
- 2009-2010 中国男子排球联赛冠军
- 2008-2009 中国男子排球联赛冠军
- 2007-2008 中国男子排球联赛冠军
- 2006-2007 中国男子排球联赛冠军
- 2005-2006 中国男子排球联赛冠军
- 2004-2005 中国男子排球联赛冠军
- 2003-2004 中国男子排球联赛冠军
- 1999-2000 中国男子排球联赛冠军